# Rivolta di Badaber
La rivolta di Badaber ebbe luogo a Badaber, una fortezza nel distretto di Peshawar, in Pakistan tra il 26 e il 27 aprile 1985 durante un fallito tentativo di fuga. Fu l'unico ingaggio dell'invasione sovietica dell'Afghanistan in cui le truppe russe e pakistane hanno direttamente combattuto tra loro.